# Kazuo Ozaki
Kazuo Ozaki (født 7. marts 1960) er en japansk fodboldspiller.

## Japans fodboldlandshold
| Japans landshold | Japans landshold | Japans landshold |
| År               | Kmp              | Mål              |
| ---------------- | ---------------- | ---------------- |
| 1981             | 9                | 2                |
| 1982             | 7                | 1                |
| 1983             | 1                | 0                |
| Total            | 17               | 3                |